# Dreieich
Dreieich är en stad i det tyska förbundslandet Hessen med en befolkning som uppgår till cirka 42 000 invånare, på en yta av 53 kvadratkilometer. Staden ligger cirka 10 km söder om Frankfurt am Main.
Det finns en gammal borg från år 748 e.Kr i stadsdelen Dreieichenhain.

## Stadsdelar
Dreieich består av 5 stadsdelar: 
- Buchschlag (ca 2 700 invånare)
- Dreieichenhain (ca 8 000 invånare)
- Götzenhain (ca 4 600 invånare)
- Offenthal (ca 5 100 invånare)
- Sprendlingen (ca 20 000 invånare)

## Kommunikationer
Dreieich ligger nära flygplatsen Frankfurt Mains flygplats och flygplatsen Egelsbach.
Dreieichbahn löper genom Dreieichs stadsdelar och slutar i Dreieich-Buchschlag där det finns en stor järnvägsstation som trafikeras av regionaltåg och pendeltåg till Frankfurt.
Det finns även busstrafik till orter i den omedelbara omgivningen.

## Dreieichs vänorter
- Montier-en-Der, Frankrike
- Oisterwijk, Nederländerna
- Joinville, Frankrike
- Stafford, Storbritannien
- Bleiswijk, Nederländerna

## Politik
Regerande parti är kristdemokratiska partiet CDU. Borgmästare är Dieter Zimmer som kommer från Offenthal och tillhör socialdemokratiska partiet SPD.

## Nationaliteter
I Dreieich lever det människor från 117 olika nationer.

## Geografi
Dreieich ligger i distriktet Offenbach, 10 km söder om Frankfurt am Main och 20 km norr om Darmstadt, där Dreieich är största staden.
Dreieich gränsar
- i norr till staden Neu-Isenburg
- i nordöst till Offenbach am Main
- i öster till Rödermark, Dietzenbach och Heusenstamm
- i söder till Messel och Darmstadt
- i väster till Langen (Hessen)